# Дехгани, Ашраф
Ашраф Дехгани (азерб. Əşrəf Dehqani; перс. اشرف دهقانی‎, род. 1948) — иранская революционерка-партизанка, одна из самых известных женщин сопротивления как шахскому режиму, так и режиму аятолл. Организатор и руководитель Иранских народных партизан-фидаинов. Азербайджанка по национальности. Подвергалась репрессиям и пыткам, в 1973 году успешно бежала из тюрьмы. Жила за границей. Автор мемуаров Torture and Resistance in Iran о пытках, тюрьмах и революционных организациях.